# Metro (Oregon)
Metro is een regionaal overheidsagentschap dat actief is in het grootstedelijke gebied van Portland, in de Amerikaanse staat Oregon. Het is het enige rechtstreeks verkozen grootstedelijke planbureau in de Verenigde Staten. Er wonen naar schatting anderhalf miljoen mensen in het gebied, dat in zes kiesdistricten is opgedeeld.

## Geschiedenis
Het agentschap gaat terug op het Metropolitan Service District (1957-1966) en de Columbia Region Association of Governments (1966-1978). Een staatsreferendum uit 1978 zorgde voor de oprichting van Metro (toen nog het Metropolitan Service District genoemd; niet te verwarren met de eerdere gelijknamige instelling), effectief op 1 januari 1979. In 1992 bevestigden kiezers dat het hoofddoel van Metro ruimtelijke ordening was, alsook beleid om de levenskwaliteit en het milieu in de agglomeratie te verbeteren. Een referendum uit 2000, effectief in 2003, reorganiseerde het bestuur. Het agentschap wordt sinds 2011 geleid door politicus Tom Hughes. Het stelt zo'n 750 mensen te werk.